# Johannes Baptist Rößler
Johannes Baptist Rößler (auch: Johann Baptist Rössler; * 23. Juni 1850 in Niederschrems; † 4. Jänner 1927 in St. Pölten) war ein österreichischer römisch-katholischer Geistlicher und Bischof der Diözese St. Pölten.

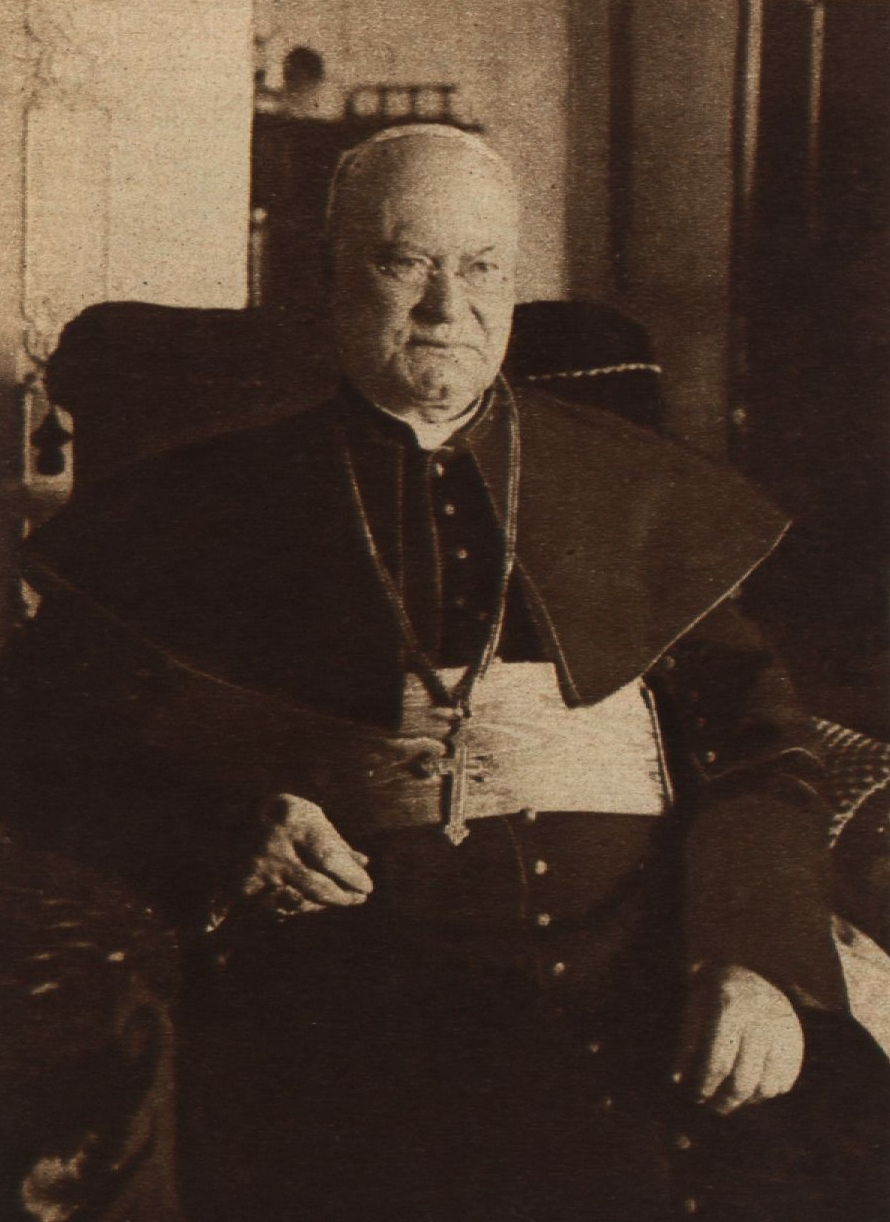
Johannes Baptist Rößler

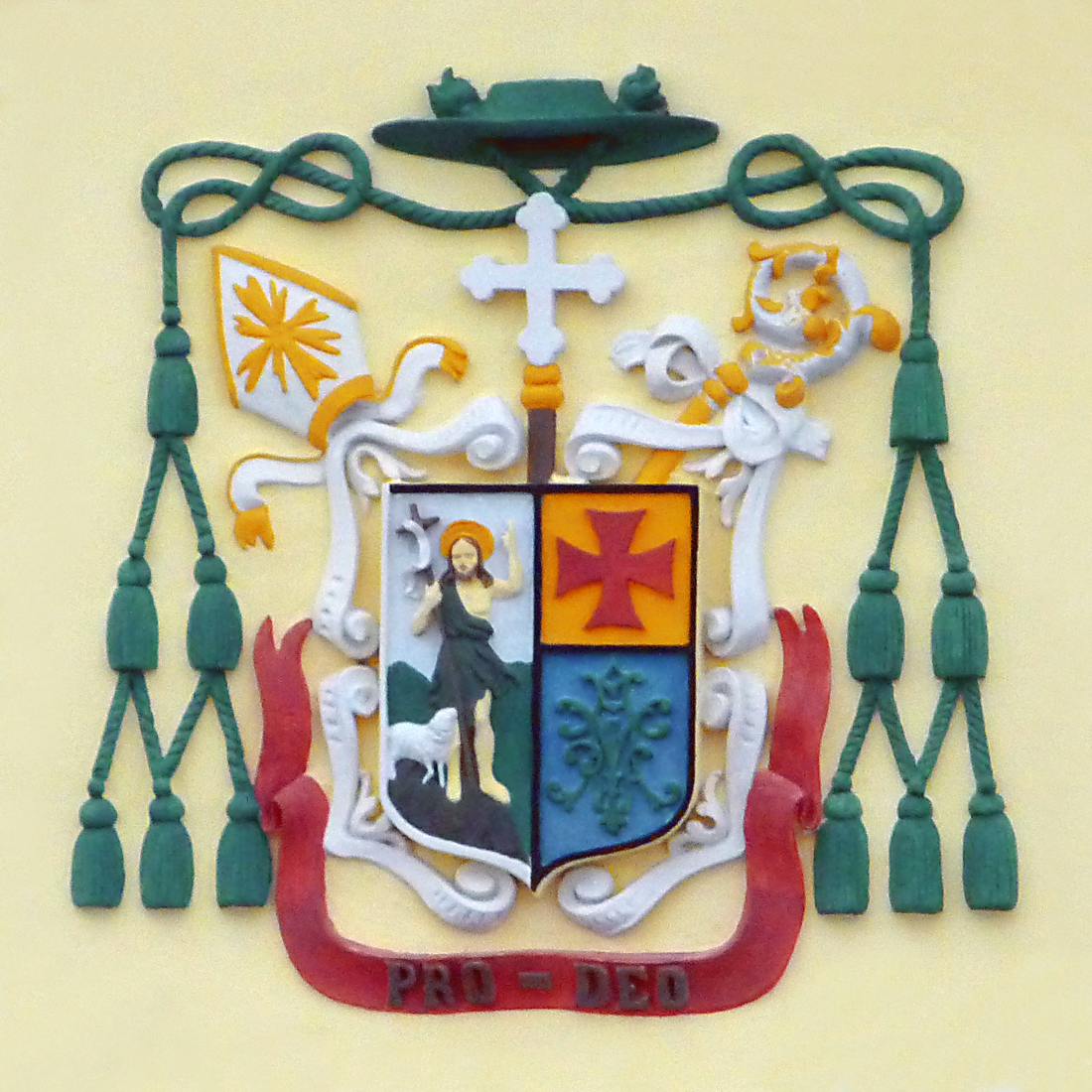
Das Wappen des Bischofs

## Leben
Der 1850 in Niederschrems im Waldviertel als Sohn eines Landwirts geborene Johann Baptist Rößler trat 1870 in das Priesterseminar der Diözese St. Pölten ein und studierte an der Philosophisch-Theologischen Hauslehranstalt ebenda. Am 19. Juli 1874 wurde er in St. Pölten von Bischof Matthäus Binder zum Priester geweiht und war danach in der Seelsorge tätig. 1882 wurde er Domkurat in St. Pölten, 1884 wurde Rößler Supplent und 1885 Professor für Kirchengeschichte an der Hauslehranstalt in St. Pölten. 1887 an die Anima in Rom geschickt, wurde er 1889 in Rom zum Doktor der Philosophie und der Theologie promoviert. Nach seiner Rückkehr im selben Jahr übernahm er als Alumnatsdirektor die Leitung des St. Pöltner Priesterseminars. 1890 wurde er päpstlicher Geheimkämmerer und 1891 zum Domkapitular berufen.
Am 5. Jänner 1894 von Kaiser Franz Joseph I. zum Bischof von St. Pölten ernannt, wurde er am 10. April 1894 vom Papst präkonisiert und am 10. Juni in Wien von Kardinal-Erzbischof Anton Josef Gruscha unter Assistenz des Linzer Bischofs Franz Maria Doppelbauer und des Wiener Weihbischofs Eduard Angerer konsekriert. Am 13. Juni 1894 wurde er in St. Pölten inthronisiert. Seit 1898 war er Ehrenmitglied der katholischen Studentenverbindung KÖStV Austria Wien.  Am 10. Juni 1899 wurde er zum päpstlichen Thronassistenten und Hausprälaten ernannt. Mit dem Bischofsamt waren bis zum Ende der Monarchie Sitz und Virilstimme im Niederösterreichischen Landtag verbunden.
Obwohl von ihm die Stärkung der Konservativen erwartet worden war, unterstützte Bischof Rößler, wenn auch in maßvoller Weise, die im Aufbau befindliche moderne Massenpartei der Christlichsozialen. Zur Erneuerung des kirchlichen Lebens ließ er Großveranstaltungen wie den Diözesan-Katholikentag 1905 organisieren und berief 1908 die erste Diözesansynode ein. Im selben Jahr fand auch der vierte niederösterreichische Katholikentag in St. Pölten statt. Während seines Episkopats wurde von 1903 bis 1905 in Melk ein zweites Knabenseminar – neben Seitenstetten – errichtet und 1910 der Kirchenbauverein und der Katholische Volksbund gegründet.
Mit den neuen politischen und gesellschaftlichen Gegebenheiten nach dem Ersten Weltkrieg konnte sich Bischof Rößler nur schwer arrangieren. 1919 erhielt er das Pallium. 1921 ernannte er erstmals gemäß den Vorgaben des neuen Kirchenrechts (CIC) von 1917 einen Generalvikar, Josef Gruber, einen Kollegen aus der Professorenschaft der Hauslehranstalt. 1924 erkrankte er und konnte bis zu seinem Tod nur noch mit Mühe seine Aufgaben erfüllen. Er starb Anfang 1927 im Alter von 77 Jahren.